# Kaplica św. Józefa w Krakowie (Cmentarz Salwatorski)
Kaplica św. Józefa – zabytkowa rzymskokatolicka kaplica, znajdująca się w obrębie Cmentarza Salwatorskiego w Krakowie, przy alei Jerzego Waszyngtona.

## Historia
Po założeniu Cmentarza Salwatorskiego w 1855 r. wszystkie nabożeństwa pogrzebowe były sprawowane w kościele ss. norbertanek na Zwierzyńcu. Z powodu dużej odległości z kościoła na cmentarz, koniecznej do pokonania przez żałobników, ksieni norbertanek Eufemia Żarska ufundowała kaplicę cmentarną pod wezwaniem św. Józefa w obrębie nekropolii. Świątynia została wybudowana w 1888 r. według projektu Sebastiana Jaworzyńskiego. Pełniła funkcję kaplicy cmentarnej na Salwatorze przez ponad sto lat, aż do otwarcia nowej kaplicy Wszystkich Świętych w 1999 r.